# Parafia Matki Bożej Częstochowskiej w Ochojcu
Parafia pw. Matki Bożej Częstochowskiej w Ochojcu – parafia rzymskokatolicka w dekanacie golejowskim, istniejąca od 29 czerwca 1981 roku. 

## Proboszczowie[1]
- ks. Piotr Kuczmierczyk, rektor (1974 – 1980)
- ks. Henryk Kołodziej, rektor (1980 – 1981), proboszcz (1981 – 2007)
- ks. Edward Nalepa, proboszcz (2007 – 2012)
- ks. Albert Rother, (2012 – 2023)
- ks. Tadeusz Kalisz, (2023 – nadal)